# 中村文夫
中村 文夫（なかむら ふみお、1892年2月28日 - 1982年9月20日）は、日本の経営者。日本板硝子社長を務めた。兵庫県出身。

## 経歴・人物
1916年に神戸高等商業学校を卒業し、同年に住友総本店に入社。1921年に日本板硝子に転じ、1933年に取締役に就任し、1942年に常務を経て、1943年12月に社長に就任。1968年11月に相談役に退いた。
1959年に藍綬褒章を受章し、1965年4月に勲三等瑞宝章を受章。
1982年9月20日老衰のために死去。90歳没。